# Вилхелм II (Берг)
Вижте пояснителната страница за други личности с името Вилхелм II.
Вилхелм II (на немски: Wilhelm II von Berg) е от 1360 до 1395 г. граф на Берг и като Вилхелм I от 1360 до 1395 г. граф на Равенсберг, от 1380 г. като Вилхелм I първият херцог на Берг.

## Биография
Роден е през 1348 година в Юлих. Той е единственият син на граф Герхард († 1360) от Берг от фамилията Юлих (-Хаймбах) и на Маргарета от Равенсберг-Берг (1320 – 1389), дъщеря на граф Ото IV (1276 – 1328) от Равенсберг и на Маргарета от Берг-Виндек (1275- 1346), наследничка на графствата Берг и Равенсберг.
Вилхелм II наследява баща си през 1360 г. и се жени през 1360 г. за Анна фон Пфалц, дъщеря на Рупрехт II, курфюрст на Пфалц. Тя е сестра на римско-немския крал Рупрехт.
Графството Берг става херцогство. На 24 май 1380 г. на имперското събрание в Аахен крал Вацлав IV дава на Вилхелм херцогската титла и го издига на княз. Вилхелм получава така писмено правото при военни походи да води кралския кон. Освен това крал Вацлав IV го приема в приятелски съюз заедно с херцозите на Юлих и Гелдерн. По-късно император Карл IV го прави съветник.
От 1386 г. херцог Вилхелм I управлява от Дюселдорф. Там той разширява замъка на Рейн. Той води война против графствата Марк и Клеве, за да попречи на двете държави да се съединят, но е пленен на 7 юни 1397 г. заедно с цялата си войска. Той и войската му се откупуват като залага големи части от владенията си. Неговите синове затова въстават против него. Синът му Адолф го напада на 28 ноември 1403 г. Синовете държат баща си пленен в замък Вупер до август 1404 г. На 24 август 1404 г. Вилхелм е освободен от привържениците му и на 2 юли 1405 г. с помощта на крал Рупрехт поема управлението. Той оставя синът си Адолф да управлява Берг.
Вилхелм умира на 25 юни 1408 г. в Дюселдорф. Погребан е в катедралата на Алтенберг.

## Деца
Вилхелм II се жени през 1360 г. за Анна фон Пфалц (* 1346, † 30 ноември 1415), дъщеря на Рупрехт II, курфюрст на Пфалц. Тя е сестра на римско-немския крал Рупрехт. Те имат децата:
- Беатрикс (* 1360, † 16 май 1395), омъжва се 1385 г. за курфюрст Рупрехт I (Пфалц)
- Маргарета (* 1364, † 18 юли 1442), омъжва се 1379 г. за Ото I, херцог на Брауншвайг-Гьотинген (†13 декември 1394)
- Рупрехт (* 1365, † 29 юли 1394), княз-епископ на Пасау (1387/88 – 1393) и Падерборн (1390 – 1394)
- Герхард († 22 октомври 1435), архедякон на Кьолн
- Адолф († 14 юли 1437), от 1408 херцог на Берг, от 1423 също херцог на Юлих, от 1395 до 1402 граф на Равенсберг, женен от 1401 за Йоланта от Бар († 1421), от 1430 за Елизабет Баварска (1406 – 1468), дъщеря на херцог Ернст от Бавария-Мюнхен
- Вилхелм (* 1382, † 22 ноември 1428), граф на Равенсберг, княз-епископ на Падерборн (1402 – 1414)